# Idebessos
Idebessos war eine antike Siedlung im Osten der kleinasiatischen Landschaft Lykien in der heutigen Türkei unweit von Akalissos, dem Hauptort einer Sympolitie, der auch Idebessos angehörte. Erhalten haben sich zahlreiche griechische Inschriften aus dem antiken Siedlungsgebiet, darunter Ehrungen der Polis für die Kaiser Caracalla und Gordian III.
Forschungsreisende des 19. Jahrhunderts nahmen in einen Siedlungsplan die erhaltenen Gebäudereste der antiken Stadt auf, darunter ein Theater und eine Thermenanlage sowie nordöstlich von ihnen Ruinen einer mittelalterlichen Basilika. Im antiken Pantheon von Idebessos spielten die Dioskuren eine Rolle. Später war Idebessos Bischofssitz, heute Titularbistum der römisch-katholischen Kirche.